# اريك فولر
اريك فولر (بالإنجليزية: Eric Fowler)‏ هو لاعب كرة قدم أمريكية أمريكي، ولد في 17 أكتوبر 1984 في نيو هيفن في الولايات المتحدة.

## وصلات خارجية
- اريك فولر على موقع مرجع كرة القدم المحترفة.كوم (الإنجليزية)